# To Hölscher
 Catharina Margaretha Clasina (To) Hölscher  (Helmond, 16 januari 1898 – Helmond, 9 december 1953) was een Nederlandse schrijfster van kinderboeken.

## Leven
Na een roerige jeugd – haar ouders overleden jong – behaalde To Hölscher in 1916 haar onderwijsakte aan de kweekschool in Schijndel. Volgend op een periode als onderwijzeres aan de Mariaschool in Helmond werd ze in 1931 benoemd tot lerares aan de Nazareth ULO in diezelfde plaats, waar ze les gaf in aardrijkskunde, Engels en Nederlands. To Hölscher was tamelijk populair bij haar leerlingen en vormde in het Helmond van de jaren dertig en veertig een opvallende verschijning: ze had kortgeknipt ponyhaar en droeg vaak een zwarte cape en een grote zwarte hoed. Ook was zij regelmatig te zien in rijkostuum, aangezien paardrijden haar grote liefhebberij was en zij een eigen paard bezat. In 1938 ging ze samenwonen met haar vriendin Christine Banning in een huis aan de Watermolenwal, in de kloostertuin van de Zusters van Liefde in Helmond. In 1953 overleed zij aan kanker.

## Werk
To Hölscher was een zeer productief schrijfster, wier werk van katholicisme doordesemd was. Haar debuut Hoe Trotschkopje genas (1925) was onmiddellijk succesvol en werd gevolgd door een stroom romans, schoolboekjes, verzenbundels en religieuze uitgaven. Populair waren onder meer Toen moeder ziek was (1929), Hoe liefde overwon (1932) en Toen moeder beter was (1935); en series als De Zandmannetjes (1938), Door de jaargetijden (1943-1946) en Gijsje Goedbloed (1951).  Grote bekendheid kreeg zij door haar katholieke jeugdbijbel (1936), die zij samen met pater Romualdus O.F.M. Cap. schreef. Naast ruim honderd kinderboeken publiceerde zij ook toneelstukken, artikelen over opvoedkundige problemen, en gedichten in De Gemeenschap.

## Trivia
- Helmond kent sinds enkele decennia een To Hölscherplein.
- Hoe liefde overwon werd afgekeurd door de Keurraad voor Roomsche Jeugdlectuur omdat er huwelijksproblemen in werden besproken.
- In zijn boek Uit het rijke Roomsche leven (1963) nam Michel van der Plas als typisch voorbeeld van een Roomsche liefdesgeschiedenis het verhaal ‘De geluks-Rozenkrans’ op, dat To Hölscher in 1932 schreef voor de Katholieke Illustratie.